# Catocala confusa
Catocala confusa är en fjärilsart som beskrevs av Richard Dane Worthington. Catocala confusa ingår i släktet Catocala och familjen nattflyn. Inga underarter finns listade i Catalogue of Life.